# Ăn mòn

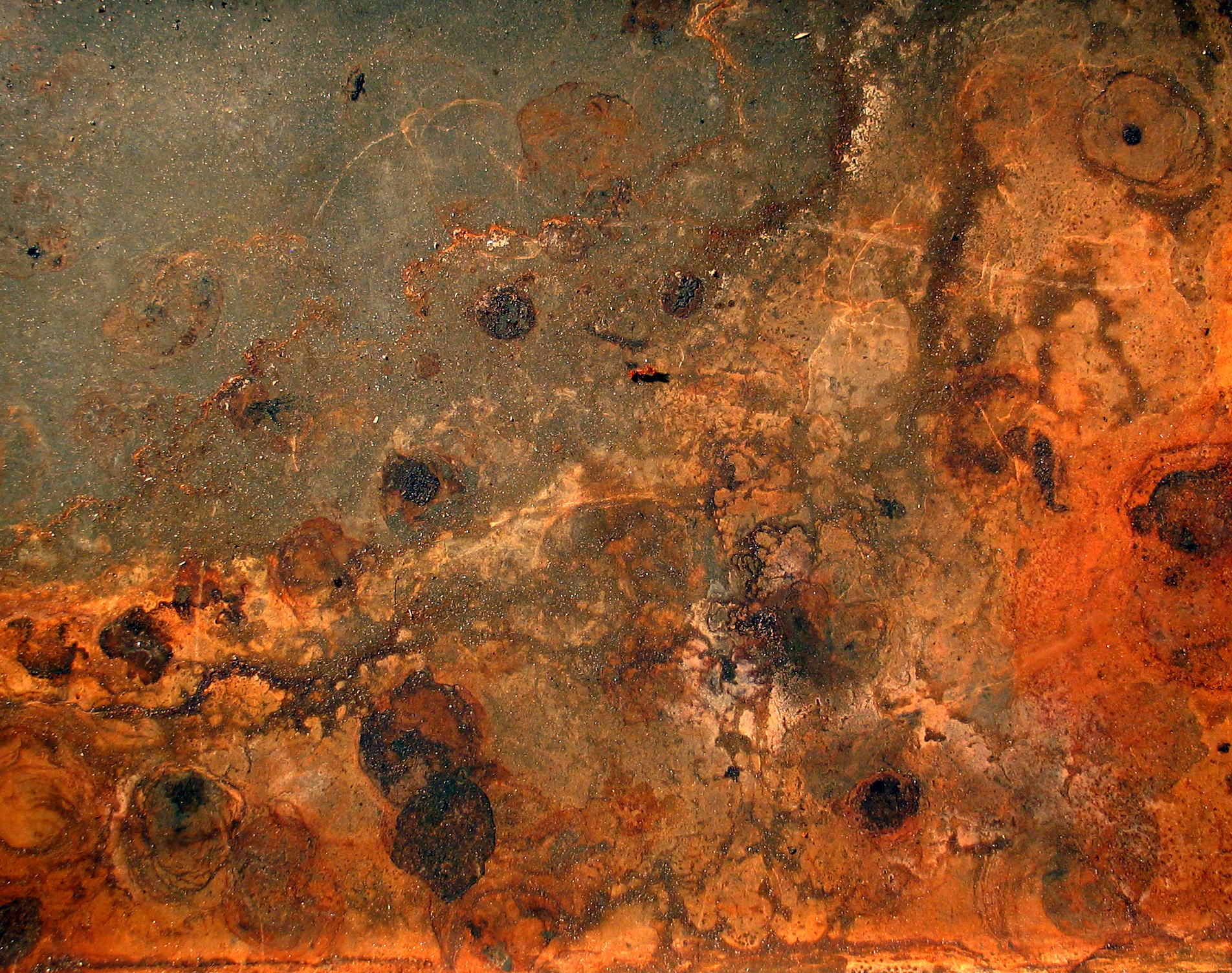
Gỉ sắt - ví dụ quen thuộc nhất của sự ăn mòn.

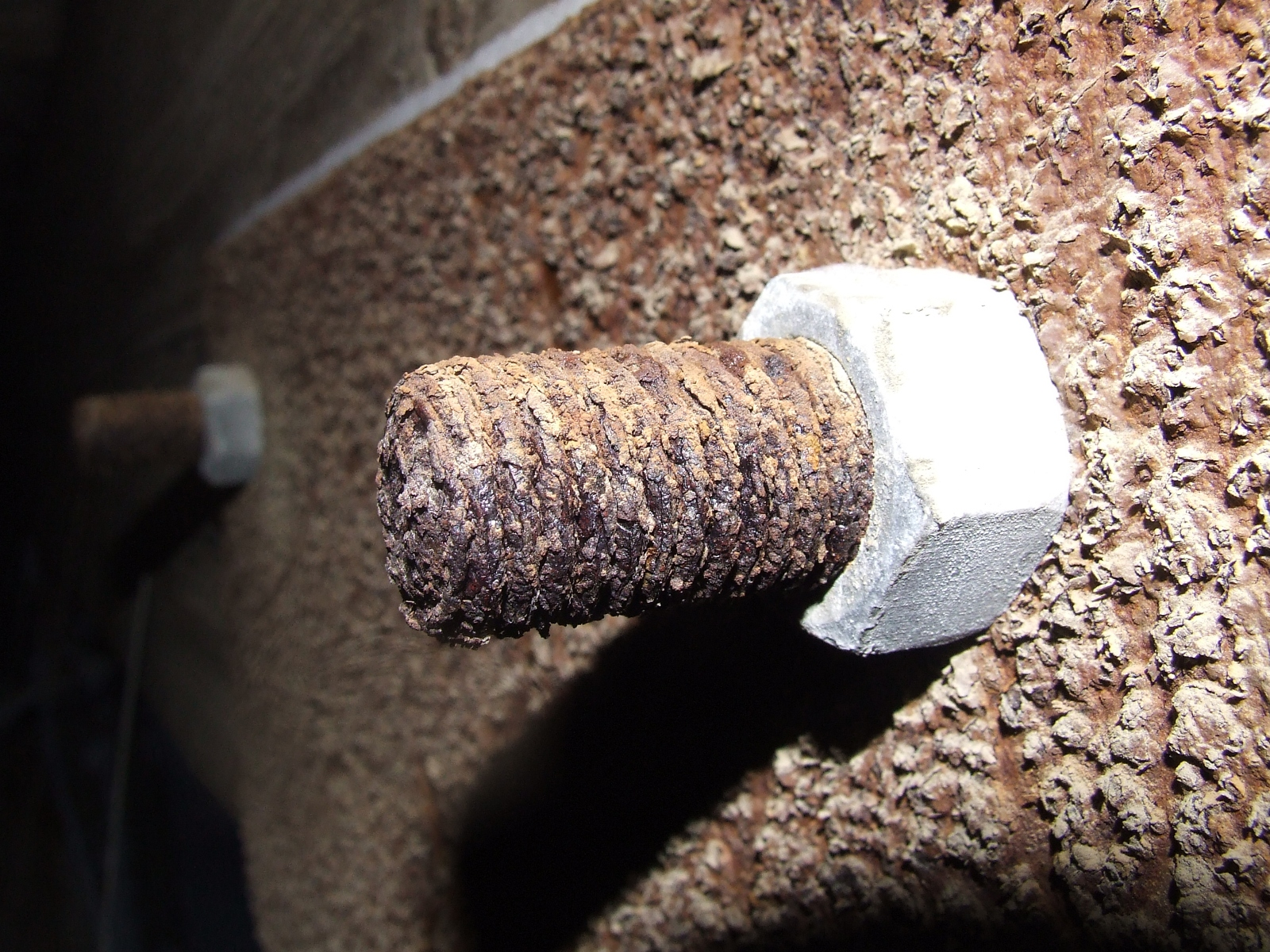
Ăn mòn kim loại.

Ăn mòn là sự phá hủy dần dần các vật liệu (thường là kim loại) thông qua phản ứng hóa học hoặc phản ứng điện hóa với môi trường.
Theo nghĩa phổ biến nhất, ăn mòn có nghĩa là quá trình oxy hóa điện hóa học của kim loại trong phản ứng với các chất oxy hóa như oxy hoặc muối sulphat. Gỉ sắt - sự hình thành của các oxit sắt - là một ví dụ nổi tiếng của ăn mòn điện hóa. Ăn mòn cũng có thể xảy ra trong các vật liệu phi kim loại, chẳng hạn như đồ gốm hoặc các polyme, nhưng quá trình này thường được gọi là sự "phân hủy" hay "suy giảm vật liệu" (thay cho ăn mòn). Ăn mòn làm giảm các tính chất hữu ích của vật liệu và kết cấu bao gồm độ bền, ngoại quan, và khả năng thấm chất lỏng/ chất khí.
Nhiều hợp kim bị ăn mòn khi chỉ cần tiếp xúc với hơi ẩm trong không khí, nhưng quá trình này có thể diễn ra mạnh hơn khi tiếp xúc với một số chất nhất định. Ăn mòn có thể xảy ra cục bộ, tạo thành lỗ thủng hoặc vết nứt, hoặc nó có thể xảy ra trên bề mặt rộng hơn. Bởi vì ăn mòn là một quá trình động học khuếch tán, nên nó xảy ra trên bề mặt tiếp xúc. Do vậy, các phương pháp làm giảm tính hoạt hóa của bề mặt tiếp xúc như thụ động hóa và cromat hóa, có thể làm tăng tính kháng ăn mòn của vật liệu. Tuy nhiên, một số cơ chế ăn mòn khó nhận biết và dự đoán hơn bình thường.
Ăn mòn là một quá trình có cơ chế phức tạp, nhưng về cơ bản, có thể hiểu sự ăn mòn là một hiện tượng oxy hóa - khử. Tại một điểm trên bề mặt kim loại, quá trình oxy hóa xảy ra, nguyên tử kim loại bị mất điện tử (electron), gọi là quá trình oxy hóa. Vị trí oxy hóa đó trở thành anode (cực dương). Các electron sẽ di chuyển từ anode đến một vị trí khác trên bề mặt kim loại, làm tăng số lượng electron (quá trình khử). Vị trí bị tăng electron trở thành cathode (cực âm).

## Định nghĩa
Theo tổ chức ASTM, ăn mòn là sự phân hủy vật liệu (thường là kim loại) thông qua phản ứng hóa học hoặc phản ứng điện hóa với môi trường. Ăn mòn được xem là quá trình ngược lại của việc khai thác khoáng sản kim loại, vì về mặt nhiệt động học, kim loại ở dạng hợp chất trong quặng sẽ bền vững hơn khi ở dạng nguyên tố. Tức là kim loại thường có xu hướng tạo thành hợp chất (ví dụ oxide) vì có trạng thái bền vững nhiệt động hơn.

## Phân loại
Có nhiều cách thức phân loại ăn mòn, trong đó cách phân loại phổ biến là phân loại theo cơ chế của quá trình ăn mòn gồm hai dạng là ăn mòn hóa học và ăn mòn điện hóa học.

### Ăn mòn hóa học
Ăn mòn hóa học là quá trình oxy hóa khử trong đó các electron của kim loại được chuyển trực tiếp đến các chất trong môi trường. Do đó, định nghĩa này trong nhiều trường hợp có thể được hiểu một cách đơn giản hơn là quá trình oxy hóa kim loại với hơi nước hoặc các chất khí trong môi trường.
Ví dụː Gỉ sắt là một ví dụ điển hình của ăn mòn hóa học. Khi kim loại sắt để trong không khí sẽ tiếp xúc với các chất oxy hóa của môi trường là hỗn hợp khí oxi, hơi nước làm oxy hóa sắt thành Fe2O3, Fe3O4, trong đó chủ yếu là  Fe2O3 màu nâu đỏ. Hai dạng oxit này của sắt làm mất tính chất của sắt kim loại, chúng dễ vỡ vụn, bong tróc dưới tác động cơ học làm lộ kim loại bên trong nên vật kim loại sắt sẽ bị ăn mòn dần đến khi biến thành gỉ hoàn toàn.

### Ăn mòn điện hóa học
Ăn mòn điện hóa học, còn gọi là ăn mòn điện hóa, ăn mòn ganvani (tiếng Anh: galvanic corrosion) hay còn gọi là ăn mòn tiếp xúc, ăn mòn ganvanic, xảy ra khi hai kim loại khác nhau tiếp xúc với nhau hoặc thông qua dòng điện, cùng được nhúng trong một dung dịch điện phân, hoặc khi hai kim loại giống nhau cùng tiếp xúc với dung dịch điện phân có nồng độ khác nhau. Trong một cặp kim loại như vậy, kim loại hoạt động hơn (anode) bị ăn mòn với tốc độ nhanh và các kim loại ít hoạt động hơn (cathode) bị ăn mòn với tốc độ chậm. Khi bị nhúng vào các dung dịch điện li khác nhau, thì tốc độ ăn mòn ở mỗi kim loại sẽ khác nhau.
Kim loại được chọn sử dụng để bảo vệ ăn mòn thường được xác định bằng cách dựa theo chuỗi kim loại hoạt động. Ví dụ, kẽm thường được sử dụng như một anode hy sinh cho các kết cấu thép. Ăn mòn điện li là mối quan tâm lớn đối với các ngành công nghiệp hàng hải và bất cứ nơi nào có nước (chứa muối) trong đường ống hoặc các kết cấu kim loại.
Các yếu tố như kích thước tương đối của anode, các loại kim loại, và các điều kiện hoạt động (nhiệt độ, độ ẩm, độ mặn, v.v...) ảnh hưởng đến ăn mòn điện li. Tỷ lệ diện tích bề mặt của các anode và cathode trực tiếp ảnh hưởng đến tỷ lệ ăn mòn của vật liệu. Ăn mòn điện li thường được ngăn ngừa bằng cách sử dụng các anốt hy sinh.